# 馬渕英里何
馬渕 英里何（まぶち えりか、1979年3月7日 - ）は、日本の女優。旧芸名、馬渕 英俚可（読み同じ）。香川県三豊市（旧・三豊郡豊中町）出身。ホリプロ所属。

## 略歴
豊中町立笠田小学校、豊中町立豊中中学校出身。日出高等学校卒業。
1992年8月、第17回ホリプロタレントスカウトキャラバンでグランプリ（下の子部門）を獲得。
中学2年の終わりに上京して、1993年3月にデビュー。
1997年、NHK朝の連続テレビドラマ小説『あぐり』に初出演。
2006年1月、芸名を本名の「馬渕英里何」から「馬渕英俚可」に改名。
2012年9月7日、三豊ふるさと大使に就任。
2016年1月、芸名を本名の「馬渕英里何」に戻す。

## 人物

### 趣味
- ヨガ、舞台鑑賞、登山、自転車[2]

### 資格
- RYT200（全米ヨガアライアンス）・アスリートフードマイスター3級・介護職員初任者研修[2]

### 性格
- 他人のプロフィールを覚えるのは得意ではないという[11][12]。

### 家族
- 父[13][14]、母[13][15]、兄[16][17][18][19]、祖母[19]

### エピソード
- 小学生の頃、全国から集まった子供たちや大学生と一緒に実家から近くの寺で一週間合宿をしたことがある[13]。
- 中学時代はダウンタウンのファンだった[20]。
- 成人を迎える頃は芝居の稽古場にいて、悩み苦しみ毎日泣きながら稽古をしていた。成人式のことは忘れていて、ギリギリまでストイックに役者を追い込む現場の中、ふっと真っ暗になったかと思いきや、ローソクの立てられたケーキが運ばれて来て泣いた。その後演出家から涙のことを言われて、次の日から泣くのを辞めて少しだけ強くなったという。この時の作品は大切なものとして捉えている[21]。
- 『秘密のケンミンSHOW』出演時には食べ物に関する話をしている。2012年4月26日放送分では、「実家ではあんこ入りの雑煮を食べるが、讃岐うどんは好きではない」という。同年11月29日放送分では、三豊市の元祖たこ判の店[22]が取り上げられ、「実家から少し離れたところなのでたこ判を食べたことがない」と話していたが、その後食べることができた[23]。

## 出演

### テレビドラマ
- ツインズ教師（1993年、テレビ朝日） - 香川薫 役
- ときめき時代（1993年、関西テレビ・フジテレビ、初主演） - 山咲真琴 役
- 学校の怪談 第11回（1994年、関西テレビ） - 松島洋子 役
- 月曜ドラマスペシャル忍ばずの女（1994年、TBS） ‐ 福子役
- 湘南リバプール学院（1995年、フジテレビ） - 土屋麗子 役
- 白線流しシリーズ（1996年-2005年、フジテレビ） - 橘冬美役
  - 白線流し（1996年1月11日 - 3月21日）
  - 白線流し 〜19の春（1997年8月8日）
  - 白線流し 〜二十歳の風（1999年1月15日）
  - 白線流し 〜旅立ちの詩（2001年10月26日）
  - 白線流し 〜二十五歳（2003年9月6日）
  - 白線流し・最終章 〜夢見る頃を過ぎても（2005年10月7日）
- ドラマ新銀河 賢治のほほえみ（1996年、NHK総合） - 木下春子 役
- 結婚しようよ（1996年、TBS） - 唯川琴里 役
- 連続テレビ小説（NHK総合）
  - あぐり（1997年） - 望月和子 役
  - ゲゲゲの女房（2010年） - 戌井早苗 役
  - 梅ちゃん先生（2012年） - 片岡弓子 役
- 学校の怪談f 「霊ビデオ」（1997年、関西テレビ） - 鏑木ルカ 役
- ねらわれた学園（1997年、テレビ東京） - 高見沢みちる 役
- GTO（1998年、関西テレビ・フジテレビ系列） - 内山田好子 役
- びんぼう同心御用帳 第7話「娘義太夫」（1998年、テレビ朝日） - おせん 役
- 渡る世間は鬼ばかり シリーズ（1999年 - 2001年・2008年 - 2018年、TBS） - 野田佐枝
- 月曜ドラマスペシャル 浅見光彦シリーズ13「須磨明石」殺人事件（2000年3月27日、TBS）
- 女子刑務所東三号棟2（2000年、TBS）
- 学校の怪談 春の物の怪スペシャル 第4話「花子さん」(2001年、関西テレビ)　- 木戸雅美 役
- 私を旅館に連れてって（2001年、フジテレビ） - 原里子 役
- 恋を何年休んでますか（2001年、TBS） - 香織 役
- 月曜ミステリー劇場（TBS）
  - 万引きGメン・二階堂雪 7 「逃亡」（2001年10月8日、大映テレビ） - 桜井藤乃 役
- 子連れ狼 第3話（2002年10月28日、テレビ朝日） - おかよ 役
- 愛しき者へ（2003年、東海テレビ・フジテレビ系列） - 佐伯春菜 役
- 水戸黄門（TBS / C.A.L
  - 1000回記念スペシャル （2003年12月15日） - 初代風車の弥七の娘・お梅 役
  - 第40部 第4話「赤と青 風車の秘密! -米沢-」（2009年8月17日） - おせい 役
- 刑事部屋〜六本木おかしな捜査班〜（2005年、テレビ朝日） - 日野舞子 役
- 土曜ワイド劇場（テレビ朝日）
  - 警視庁捜査一課強行犯七係（2005年2月12日） - 時任由加里 役
  - 天才刑事・野呂盆六1 スワンの涙（2007年） - 早川小鈴 役
  - タクシードライバーの推理日誌33 神戸〜九州大分、逃げた花嫁!!（2013年10月12日） - 田島珠美 役
  - 犯罪心理学教授・兼坂守の捜査ファイル1（2014年2月15日） - 三輪靖子 役
  - おかしな刑事 居眠り刑事とエリート女警視の父娘捜査13（2015年12月26日） - 片桐茜 役
- 繋がれた明日（2006年、NHK総合） - 薮内晴枝 役
- 吾輩は主婦である 第1話（2006年、TBS） - しおり 役
- 相棒 Season 5 第8話（2006年11月29日、テレビ朝日） - 高岡ちひろ 役
- きらきら研修医 第4話（2007年、TBS） - 青木美保子 役
- 喰いタン2 第6話（2007年、日本テレビ） - 園田愛佳 役
- 月曜ゴールデン（TBS）
  - 狩矢警部シリーズ3 京都茶道三姉妹殺人事件（2007年7月9日） - 伊集院なず菜 役
  - 財務捜査官 雨宮瑠璃子5（2009年11月9日）
  - 上条麗子の事件推理7 死を呼ぶ越中富山の湯（2010年6月14日） - 小西ユリ 役
- 怨み屋本舗スペシャル 家族の闇 モンスターファミリー（2008年、テレビ東京） - 坂下ミドリ 役
- 水曜ミステリー9（テレビ東京）
  - 刑事吉永誠一 涙の事件簿7 不幸を呼ぶ石（2007年）- 原田健二（泉知束）の妻・原田しのぶ 役
  - お助け司法書士!会津若松“後妻業”殺人〜遺産トラブル編〜（2015年12月9日）- 町田成美 役
- 金曜プレステージ（フジテレビ）
  - 浅見光彦シリーズ34美濃路殺人事件（2009年6月12日）
  - ハマの静香は事件がお好きepisode6（2009年8月21日）
  - 小京都連続殺人事件〜スパイスは復讐の味〜（2012年5月4日） - 菱沼咲子 役
  - 赤い霊柩車シリーズ32 羅刹の三姉妹（2013年11月22日） - 名木麻美 役
- LOVE GAME（2009年7月2日、読売テレビ） - 内田明日美 役
- 水曜シアター9「温泉仲居 小泉あつ子の事件帳」（2009年9月16日、テレビ東京） - 橋口美樹 役
- 示談交渉人 ゴタ消し（2011年1月27日、読売テレビ） - 水原和美 役
- マドンナ・ヴェルデ〜娘のために産むこと〜（2011年5月3日 - 、NHK総合） - 神崎貴子 役
- 世にも奇妙な物語 21世紀 21年目の特別編「缶けり」（2011年5月14日、フジテレビ） - 鈴森ちか 役
- 遺留捜査 第9話（2011年6月8日、テレビ朝日） - 笹本智子 役
- 警視庁捜査一課9係 第7シリーズ 第2話（2012年7月11日、テレビ朝日）- 小林徹子 役
- 金曜ロードSHOW特別ドラマ企画「家族、貸します 〜ファミリー・コンプレックス〜」（2012年7月27日、日本テレビ） - 戸崎茜 役
- 走馬灯株式会社 第5話（2012年8月13日、TBS） - 柳井恵 役
- GTO（2014年7月8日 - 9月16日、関西テレビ） - 野上多恵子 役
- 連続ドラマW 罪人の嘘 第1話（2014年8月、WOWOW）
- 吉原裏同心 第10回（2014年9月4日、NHK総合） - 小春 役
- 限界集落株式会社 第4話・最終話（2015年2月21日・28日、NHK総合） - 森永郁美 役
- 保育探偵25時〜花咲慎一郎は眠れない!!〜 第8話（2015年3月6日、テレビ東京） - 飯田夏子 役
- プラチナエイジ（2015年3月30日 - 5月29日、東海テレビ・フジテレビ系列） - 横川京香 役
- 科捜研の女 第15シリーズ 第5話（2015年11月19日、テレビ朝日） - 尾原美涼 役
- マネーの天使〜あなたのお金、取り戻します!〜 第6話（2016年2月11日、読売テレビ） - 伊沢志織 役
- 金曜プレミアム「十津川警部10・悪女」（2016年7月29日、フジテレビ） - 家永朋美 役
- 山女日記〜女たちは頂を目指して〜 第1 - 2話（2016年11月6日 - 13日、NHK BSP） - 江藤律子 役
- 明日の約束（2017年10月17日  -12月19日 、関西テレビ・フジテレビ系） - 宮崎麻子 役
- バイプレイヤーズ（2018年） - 馬渕英里何（本人役）
- インベスターZ（2018年8月24日、テレビ東京） - 月浜真知子 役
- 記憶捜査〜新宿東署事件ファイル〜 第5話 （2019年2月15日、テレビ東京） ‐ 瀬尾仁美 役
- 特捜9 season2 第10話（2019年6月19日、テレビ朝日）- 佐々木麻里 役
- 4分間のマリーゴールド 第6話（2019年11月15日、TBS） - 横山京子 役
- 大江戸もののけ物語（2020年7月17日 - 8月14日、NHK BSP / 2021年9月11日 - 10月30日、NHK総合） - おりん 役
- 警視庁・捜査一課長2020 第13話（2020年8月13日、テレビ朝日） - 姉崎育代 役
- ドラゴン桜 第2シリーズ（2021年4月25日 - 6月27日、TBS） - 岩崎裕子 役[24]
- 寺西一浩ドラマ～人生いろいろ～（2021年7月9日 - 9月24日 、TOKYO MX） - 森真紀子 役[25]
- 二月の勝者-絶対合格の教室- 第8話 - 最終話（2021年12月4日 - 18日、日本テレビ） - 上杉麻沙子 役
- ペルソナの密告 3つの顔をもつ容疑者（2023年3月24日、テレビ東京） - 高城智子 役[26]
- アンチヒーロー 第1話（2024年4月14日、TBS） - 羽木春子 役[27][28]
- 民王R 第1話（2024年10月22日、テレビ朝日） - 冴島美恵子 役
- まぐだら屋のマリア（2025年3月29日、NHK BSプレミアム4K） -  有馬希和美 役[29]
- キャスター 第4話（2025年5月4日、TBS） - 海馬千絵 役[30]

### 配信ドラマ
- 君に届け（2023年3月30日、Netflix） - 風早時枝 役[注釈 1][31]

### 映画
- ひめゆりの塔（1995年） - 黒島初江 役
- Shall we ダンス?（1996年、大映製作）- 川内尚子 役
- いさなのうみ（1997年） - 汐京子 役
- かわいいひと 「EPISODE III」（1998年） ※ビデオ題「ポッキー坂恋物語 かわいいひと」
- MABUI（1999年） - エイミー 役[32]
- 迷猫 MAIGO（2000年） - 裕の恋人 役
- パコダテ人（2002年） - 華絵 役
- チキンハート（2002年） - 京子 役
- 難波金融伝ミナミの帝王 20「絆〜KIZUNA〜」（2002年） - 小絹 役
- ピンポン（2002年） - ゲームセンターのカップル 役
- いつか読書する日（2005年） - 吉田毬 役
- 狼少女（2005年） - 牧野美千代 役
- イヌゴエ（2006年） - 道場はるか 役
- クワイエットルームにようこそ（2007年） - チリチリ 役
- ビルと動物園（2008年） - れな 役
- 感染列島（2009年） - 鈴木蘭子 役
- 人間失格（2010年） - あねさ（葉蔵の従姉）役
- たしかなあしぶみ（2012年） - 中村清子 役
- 鈴の音（2012年） - ユウコ 役
- 百年の時計（2012年） - 高松弘実 役
- 自縄自縛の私（2013年） - 弘前恵美 役
- 僕たちの高原ホテル（2013年） - 望月杏奈 役
- 瀬戸内海賊物語（2014年5月31日）- 麻田佳世 役
- 大人ドロップ（2014年4月4日） - 高校担任 役
- 世田谷区, 39丁目（2014年）
- 娼年（2018年4月6日）- イツキ 役[33]
- 君は永遠にそいつらより若い（2021年9月17日、Atemo） - 杉田千鶴 役
- 偽りのないhappy end（2021年12月17日)
- アキラとあきら（2022年8月26日）[34]
- 毒娘（2024年4月5日） - 川添皐月 役[35][36]
- 僕らは人生で一回だけ魔法が使える（2025年2月21日） - 南雲 役[37]

### オリジナルビデオ
- 射る眼（2006年）全2作 - シイナ(刑事) 役

### 舞台
1994年
- タイクツな爆弾

1998年
- 幽霊はここにいる（演出：串田和美）新国立劇場中劇場 - 大庭ミサコ 役
- tpt24「春のめざめ」（演出：串田和美）ベニサン・ピット - ヴェンドラ 役

1999年
- 死の棘1999（演出：中島陽典）新国立劇場小劇場 - エリカ
- THE 面接（作・演出：櫛田正剛）ザ・スズナリ
- tpt27「橋からの眺め」（作：アーサー・ミラー / 演出：ロバート・アラン・アッカーマン）ベニサン・ピット 他 - キャサリン

2000年
- それいけ小劇場（作・演出：樫田正剛）東京芸術劇場小ホール2
- 犬夜叉（演出：いのうえひでのり）東京グローブ座 他 - かごめ役

2001年
- 犬夜叉 再演（演出：いのうえひでのり）赤坂ACTシアター - かごめ役

2002年
- 疾風のごとく（作：金子成人 / 演出：井上思）新橋演舞場 - 日野花哉
- 居残り佐平次〜次郎長恋の鞘当て〜（作・演出：水谷龍二）明治座 - お光
- サイレン - Silent（作・演出：和田憲明）THEATER/TOPS
- 北条時宗（作：樫田正剛 / 演出：村上佑二）明治座

2003年
- 劇団☆新感線 「レッツゴー!忍法帖」（作・演出：いのうえひでのり）北九州芸術劇場 - 静姫

2004年
- 劇団☆新感線 「レッツゴー!忍法帖」（作・演出：いのうえひでのり）サンシャイン劇場 他 - 静姫
- アマデウス（作：ピーター・シェーファー/演出：松本幸四郎）ル・テアトル銀座 - コンスタンツェ役
- 真昼のビッチ（作・演出：長塚圭史）シアターアプル 他 - 美磨
- スカパン（演出：串田和美）東京グローブ座 他 - イアサント
- リンダ リンダ（作・演出：鴻上尚史）シアターアプル 他 - ミキ

2005年
- 乱暴と待機（作・演出：本谷有希子）シアターモリエール - 緒川奈々瀬
- ウインズロウ・ボーイ（演出：坂手洋二）俳優座劇場 - キャサリン・ウィンズロウ
- ツキコの月 そして、タンゴ（演出：栗山民也）帝国劇場 他 - 深井弓子

2006年
- ナイロン100℃ 「カラフルメリィでオハヨ」（作・演出：ケラリーノ・サンドロヴィッチ）本多劇場 他 - 奈津子・不眠症の女
- GS近松商店（作・演出：鄭義信）花園神社境内特設ステージ - 近松菊子
- 魔界転生（作・演出：G2）新橋演舞場 - お品

2007年
- 錦繍 KINSHU（原作：宮本輝 / 演出：ジョン・ケアード）天王洲銀河劇場 - 瀬尾由加子 ほか
- オセロー（演出：蜷川幸雄）彩の国さいたま芸術劇場 他 - エミリア役
- 偏路（作・演出：本谷有希子）紀伊國屋ホール - 木多若月

2008年
- こまつ座 「人間合格」（作：井上ひさし / 演出：鵜山仁） 紀伊國屋サザンシアター 他 - チェリー旗ほか7役
- ブロードウェイミュージカル 「ピーターパン」（演出：松本祐子）東京国際フォーラム 他 - ウェンディ役
- 学おじさん（作・演出：水谷龍二）本多劇場 - 丸岡秀子

2009年
- ちっちゃなエイヨルフ（作：イプセン / 演出：タニノクロウ）あうるすぽっと - アスタ
- 赤い城 黒い砂（作：蓬莱竜太 / 演出：栗山民也）日生劇場 他 - カイナ
- 燐光群「現代能楽集 イプセン」（作・演出：坂手洋二）東京芸術劇場小ホール1 他 - 女1・女5・ゲルド
- 晩秋（作・演出：マキノノゾミ）明治座 - 鳴海由佳・志津子（昭和編）

2010年
- 阿佐ヶ谷スパイダース「アンチクロックワイズ・ワンダーランド」（作・演出：長塚圭史）本多劇場 他 - 女
- 劇団、江本純子vol.3「婦人口論」（作・演出：江本純子）東京芸術劇場小ホール1
- イリアス（原案：ホメロス/演出：栗山民也/作：木内宏昌）ル・テアトル銀座 他 - アンドロマケ

2011年
- ヨサブロゥ（総合演出：串田和美）まつもと市民芸術館小ホール 他
- オフィス3○○「ゲゲゲのげ〜逢魔が時に揺れるブランコ〜」（作・演出：渡辺えり）8月1日-23日杉並区立杉並芸術会館 - 老女・鳥湖・一葉
- 検察側の証人～麻布広尾町殺人事件～（演出：鈴木裕美）青山劇場 他 - 志摩子
- tpt81「プライド」（作：アレクシ・ケイ・キャンベル/演出：小川絵梨子）d-倉庫 - シルヴィア

2012年
- 銀河英雄伝説 第二章 自由惑星同盟篇（東京国際フォーラムホールC 他）- ジェシカ
- 朗読劇 私の頭の中の消しゴム 4th letter 天王洲銀河劇場 - 薫
- オフィス3○○「天使猫」（作・演出：渡辺えり）座高円寺1 - トシ・ひばりの母・山猫・ヤス
- MACBETH (演出:板垣恭一) ラフォーレミュージアム原宿 - マクベス夫人
- ぼくに炎の戦車を（作・演出：鄭義信）赤坂ACTシアター 他 - 紅子

2013年
- ぼくに炎の戦車を（作・演出：鄭義信）韓国国立劇場 - 紅子
- 銀河英雄伝説 第三章 内乱　青山劇場 - ジェシカ
- オフィス3○○「あかい壁の家」（作・演出：渡辺えり）本多劇場 他 - 木下 朝子・田辺良子
- 直人と倉持の会Vol.1「夜更かしの女たち」（作・演出：倉持裕）本多劇場 他 - かさね

2014年
- 神なき国の騎士（作：川村毅/演出：野村萬斎）世田谷パブリックシアター 他 - キャバ嬢・記者・ネオ
- 奇跡の人（作：ウィリアム・ギブソン/演出：森新太郎）天王洲銀河劇場 他　- ケイト・ケラー
- 伊東四朗生誕?! 77周年記念｢吉良ですが、何か?｣（作:三谷幸喜　演出:ラサール石井）本多劇場 - ツルコ

2015年
- スカパン（演出：串田和美）ルーマニア国立ラドゥ・スタンカ劇場 他 - イアサント
- スカパン凱旋公演　信濃毎日新聞社新松本本社建設地/Flying Theatre 空中劇場 他
- 青山真治×古典プロジェクト「フェードル」（東京芸術劇場シアターウエスト、2015年12月4日 - 13日） - エノーヌ 役

2016年
- 焼肉ドラゴン（作・演出：鄭義信）新国立劇場小劇場、兵庫県立芸術文化センター - 金静花

2018年
- ザ・空気 ver.2 誰も書いてはならぬ（作・演出：永井愛）東京芸術劇場シアターイースト 他 - 秋月友子 役[38]

2019年
- 掬う（脚本・演出：山田佳奈）世田谷パブリックシアター、アートスペース｜穂の国とよはし芸術劇場プラット、梅田HEP HALL ‐ 早穂 役

2022年
- 行先不明（脚本・演出：藤井清美）御園座 、サンシャイン劇場 - 夏目遥 役[39][40]
- ハリー・ポッターと呪いの子（作・J・K・ローリング / 脚本：ジョン・ティファニー / 演出：ジャック・ソーン） - ジニー・ポッター 役[注釈 2][41]

### CM
- オフテクス（1997年）
- 百十四銀行（1997年）
- 味の素 Cook Do（2008年）
- 東京ガス ライフバル 自転車発電 篇（2009年）
- クリンスイ water alive（2011年）

### テレビ・その他
- アッコにおまかせ!（1992年、TBS）- 毎年恒例ホリプロスカウトキャラバン優勝者登場
- 世界ウルルン滞在記（2000年8月、毎日放送）- レポーター
- エクスプレス（2000年、TBS）- サイコエクスプレス（心理テスト）
- 恋のエチュード（2003年8月、BS日テレ）- 朗読
- 夢の扉 〜NEXT DOOR〜（2005年3月、TBS）- ドリームナビゲーター
- わたしが子どもだったころ（2008年3月、NHK BShi）- ナレーション
- 戦場の漫才師たち 〜わらわし隊の戦争（2010年8月、NHK総合）出演（ミスワカナ役）- ナレーション
- 日本の名峰・絶景探訪（2014年5月-2015年12月、BS-TBS）- 旅人として6回出演（乗鞍岳、白山、五竜岳、唐松岳、聖岳、出羽三山）

### ゲーム
- ユーラシアエクスプレス殺人事件（1998年、プレイステーション）- 佐野はるか 役

### ラジオ
- ON THE WAY COMEDY 道草（2001年、TOKYO FM）- ラジオドラマ
- 青春アドベンチャー（NHK-FM）- ラジオドラマ
  - 不思議屋不動産（2003年9月8日）[42]
  - あでやかな落日（2006年5月22日）[43]
  - ヤッさん (2010年5月3日 - 14日)[44]
- 特集オーディオドラマ　空の防人（2011年8月13日、NHK-FM）[45]
- ポップスライブラリー「彼女の部屋」（2005年2月、NHK-FM）- 朗読
- CAFE STOCKS（2003年 - 2004年、InterFM）- MC
- FMシアター（NHK-FM） - ラジオドラマ
  - 海を渡る日（2012年9月29日、NHK高松放送局制作）[46]
  - よろしく『ちゃんぽん係長』（2013年5月18日、NHK松山放送局制作）[47]
- Wellith LIFE IS BEAUTIFUL 第67話 - 第74話（2015年7月、J-WAVE）- 内田幾代 役